# Samuel Langlois-Berthelot
Samuel Langlois-Berthelot (Meudon, 16 septembre 1898 - Villiers-le-Bel, 18 octobre 1980) est un ingénieur, inventeur, administrateur d'entreprises et professeur à l'École supérieure d'électricité (aujourd'hui Supélec) français. 

## Biographie
Samuel Langlois-Berthelot est le fils de l'historien Charles-Victor Langlois et le petit-fils du chimiste Marcellin Berthelot. Il est élevé dans une famille de tradition protestante, ses frères étaient ingénieurs. 
Après avoir étudié à l'École supérieure d'électricité (Supélec, promo 1921) et avoir participé à la Première Guerre mondiale (comme pilote d'avion militaire avec son frère Philippe Langlois-Berthelot), Samuel Langlois-Berthelot fut fait officier de la Légion d'honneur, médaillé militaire avec Croix de Guerre.
Il consacra une partie de sa carrière à la société Alstom, dont il deviendra un des directeurs.  
Il est connu pour avoir dirigé la Société de recherches et d'applications techniques qui a joué un rôle clef dans la création de la première bombe atomique française. Cette société, fondée par son frère Marc Langlois-Berthelot, passe sous sa direction au moment où le Commissariat à l'énergie atomique met en place le programme de fabrication la première bombe atomique française. Il est chargé par le Commissariat à l'énergie atomique de créer un compteur Geiger innovant et adapté au besoin de la prospection de minerais d'uranium. Cette invention technologique fut employée non seulement en France mais également dans d'autres pays européens. Elle est à l'origine d'une suite d'innovations de premier plan dans le champ de la géophysique,
Samuel Langlois-Berthelot a également apporté à l'innovation technologique en inventant des systèmes nouveaux de treuils de charge à commande électrique. 
Il a publié de nombreux articles et des ouvrages dans le domaine des nouvelles technologies et enseigna à l'École supérieure d'électricité,,,.Il fut aussi chargé d'enseigner un cours sur l'innovation dans le domaine nucléaire à l'École des Mines.

## Publications
- Appareillage des machines et des réseaux : Appareils basse tension pour les machines, Tome 2, 2e édition, Eyrolles  (Lille, impr. de Taffin-Lefort)
- Appareillage des machines et des réseaux : Appareils basse tension pour les machines, Tome 1, 2e édition, Eyrolles (Lille, impr. de Taffin-Lefort)
- Normalisation des auxiliaires de pont, les treuils de charge à commande électrique, essais du treuil prototype à vis par S. Langlois, 1947